# Улица Клостера
Улица Кло́стера (латыш. Klostera iela — Монастырская улица) — улица в Риге, в историческом районе Старый город. Ведёт от улицы Арсенала до улицы Екаба; далее продолжается как улица Атгриежу. Длина улицы Клостера — 113 метров.

## История
Сложилась во второй половине XVI века на территории бывшего католического монастыря Марии-Магдалины и владений церкви Св. Екаба, отошедших к городу.
В связи с тем, что здание на углу с улицей Екаба занял Сейм Латвии, в 1925 году часть улицы назвали площадью Сейма. В 1941 году улицу переименовали в улицу Музея, в 1942 году часть её назвали улицей Клостера, а часть — площадью Бруньниецибас. В 1944 году всю улицу назвали улицей Музея, с 1950 года улица получила название — Вестурес (название Музейная было переведено на латышский язык), в 1990 году улице вернули древнейшее её название — Клостера.

## Достопримечательности
- д. 2 — церковь Марии Магдалины
- д. 7 —  памятник архитектуры
- д. 9/11 —  памятник архитектуры
- д. 17 — дом пастора (1710).

Значительную часть улицы занимают:

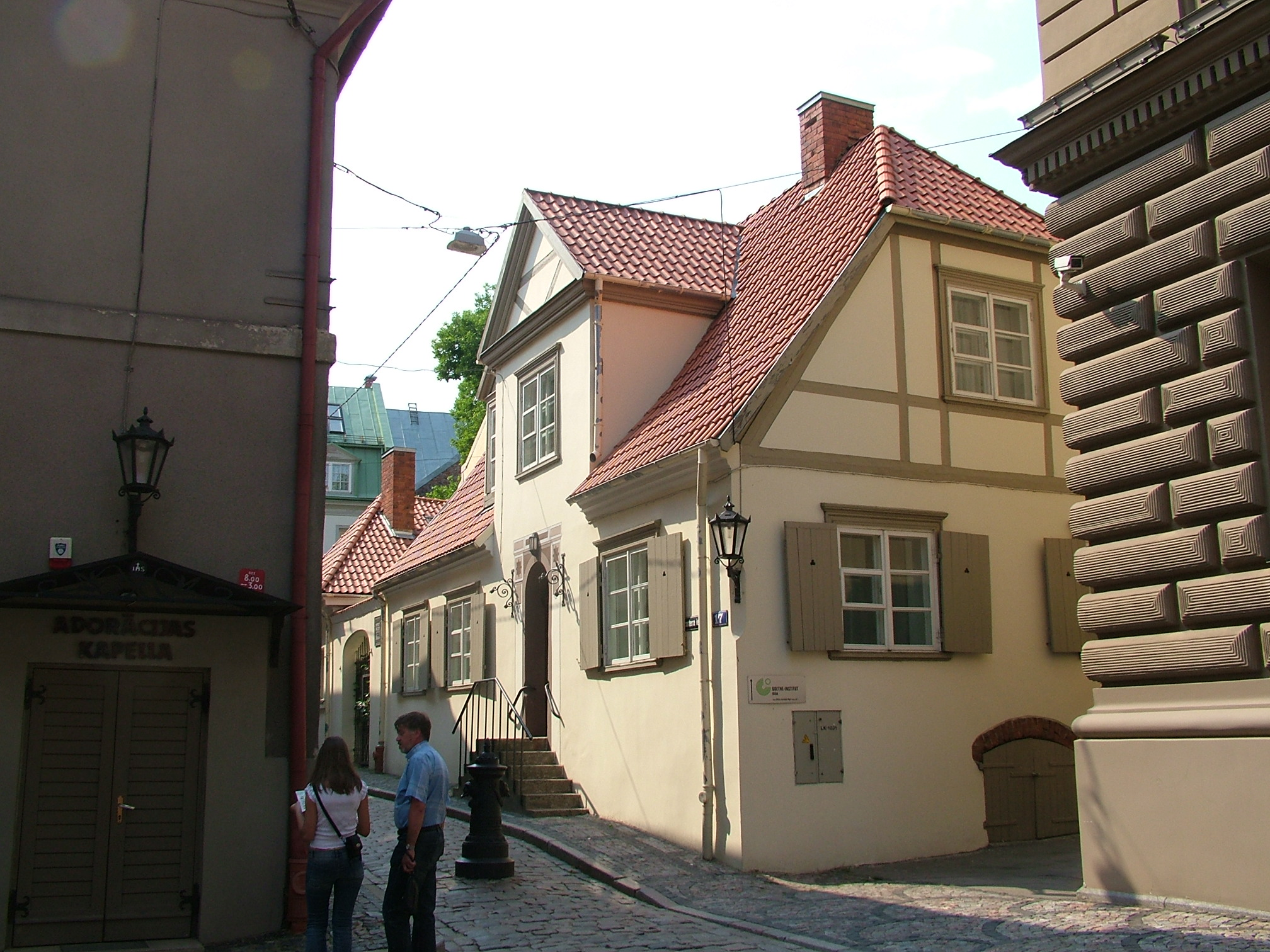
Дом пастора

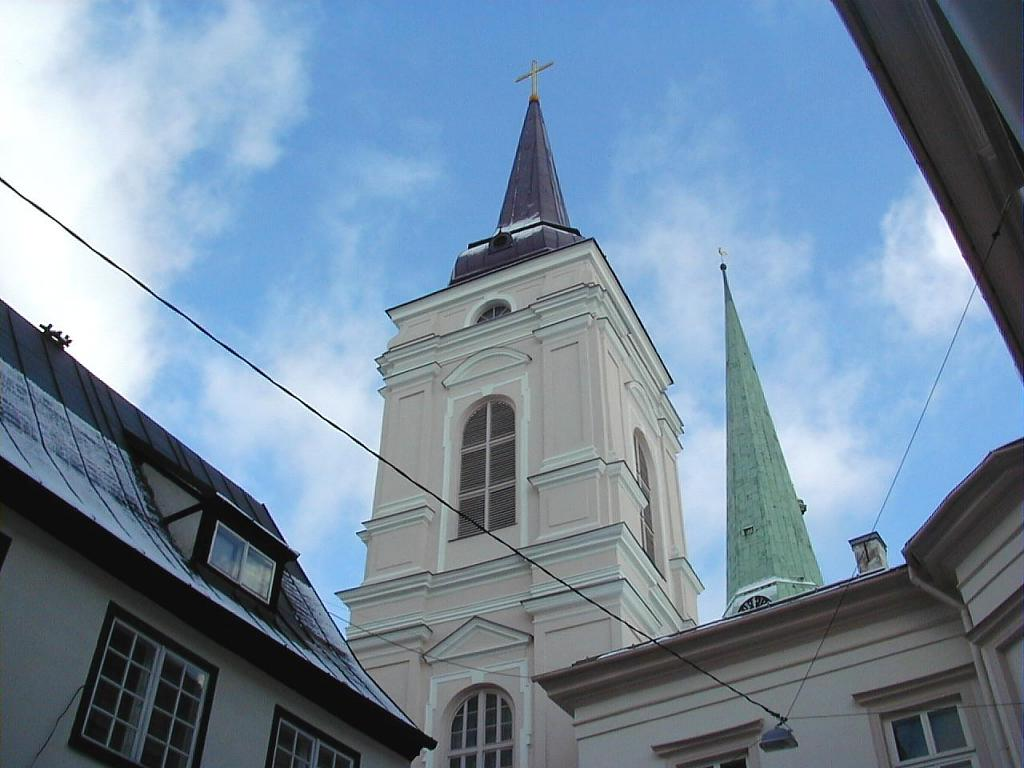
Церковь Марии Магдалины

- д. 9 по улице Екаба — здание церкви Св. Екаба.
- д. 11 по улице Екаба — здание Сейма (Парламента) Латвии. Построено в 1867 году как Дом Лифляндского рыцарства, архитекторы Р. Пфлуг и Я. Ф. Бауманис. В 1900—1903 годах перестроено с увеличением до улицы Екаба архитектором Иоганном Нойманном, в 1921—1932 годах реконструирован интерьер здания по проекту архитектора Э. Лаубе.
- д. 2 по улице Маза Пилс — католическая школа и молитвенный дом (вторая половина XIX века, перестроен в 1929—1933 по проекту архитектора Артура Meдлингера).